# Palazzo Celsi Viscardi

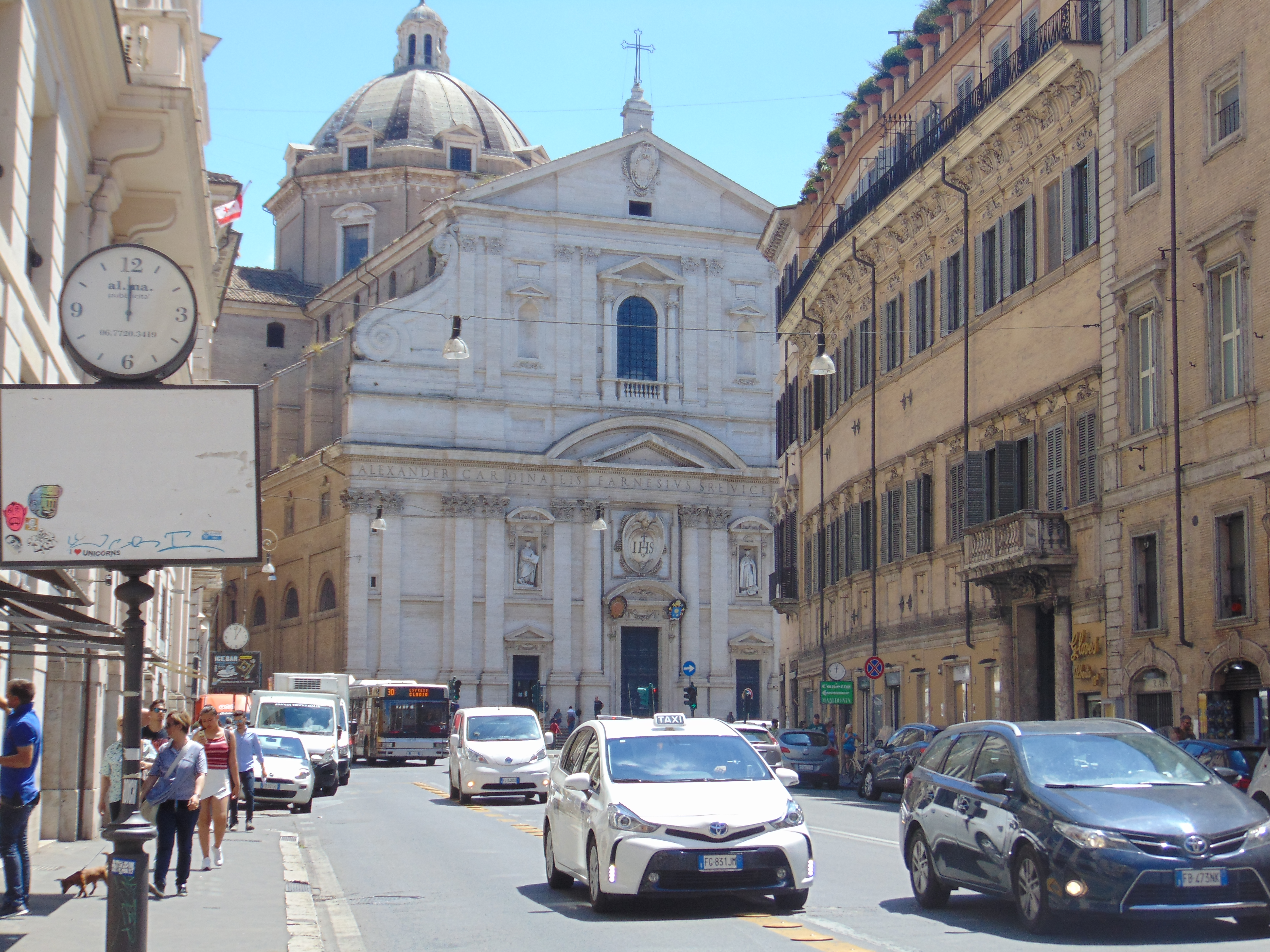
Nesta vista do começo do Corso Vittorio Emanuele II, na Piazza del Gesù, o Palazzo Celsi Viscardi é o da direita. No fundo, a fachada da Igreja de Jesus.

Palazzo Celsi Viscardi é um palácio localizado no número 18 do Corso Vittorio Emanuele II, no rione Pigna de Roma, bem perto da Piazza del Gesù e do lado do Palazzo Ruggeri a Pigna.

## História
A estrutura original deste palácio remonta ao século XVI, quando a família Celsi encomendou sua construção a um arquiteto que muito provavelmente não agradou: em 1678, a própria família contratou uma renovação da fachada a Giovanni Antonio de' Rossi. Com a extinção dos Celsi nos primeiros anos do século XVIII, o palácio passou aos Viscardi, que realizaram algumas modificações sob o comando de Giovanni Paolo Pannini. Depois foram proprietários os Giannelli e, no século XIX, os condes Mercatili Bernetti, que construíram um ático acima do último piso. 

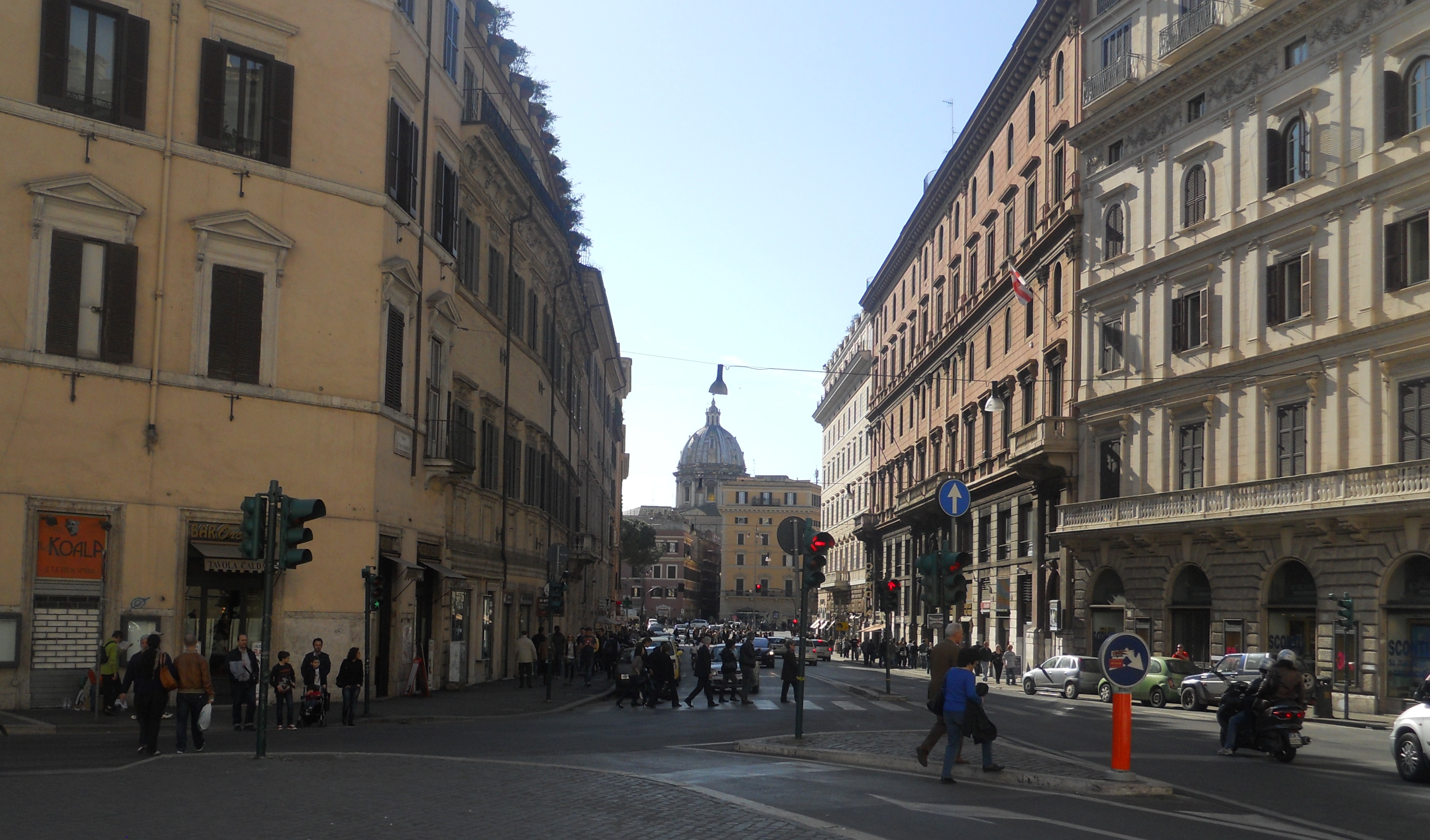
Uma vista na direção oposta, com o Palazzo Celsi Viscardi à esquerda. No fundo, Sant'Andrea della Valle.

Entre 1842 e 1871, o palácio abrigou a Camera di Commercio de Roma. Na década de 1880, a estreita via ligando a Piazza del Gesù ao Palazzo Cesarini foi alargada depois da demolição dos edifícios que ficavam do lado norte da rua, dando origem ao Corso Vittorio Emanuele II. Na mesma época, os edifício do outro lado foram parcialmente modificados alterados para agradar aos gostos da época. Contudo, o Palazzo Celsi Viscardi manteve a sua aparência anterior.

## Descrição
A fachada, de tijolos à vista, conta com doze janelas em cada um dos dois pisos, arquitravadas e apoiadas numa cornija marcapiano; ela se abre no térreo em um imponente portal flanqueado por duas colunas jônicas, decorado por uma pequena concha, descentralizado para a direita e encimado por uma lógia. O vestíbulo leva a um pórtico e a uma grande escadaria decorada com valiosas estátuas antigas. As janelas, além disto, são decoradas com águias, cabeças de bacantes e pequenas conchas no primeiro piso e com pequenas conchas de peças retas e retorcidas no segundo. O beiral, logo abaixo do ático do século XIX, é decorado com numerosos elementos: águias e espadas, símbolos heráldicos dos Viscardi. Notável também é a faixa decorativa que adorna o edifício. São evidentes diversas intervenções modernas no térreo, incluindo as várias portas comerciais. 